# Stephan Sturm
Stephan Sturm (* 30. Juni 1963 in Worms) ist ein deutscher Manager. Von Juli 2016 bis Ende September 2022 war er Vorstandsvorsitzender der Fresenius SE.

## Leben
Stephan Sturm studierte Volks- und Betriebswirtschaftslehre an der Universität Mannheim mit dem Abschluss Diplom-Kaufmann.
Seine berufliche Laufbahn begann er 1989 als Unternehmensberater bei McKinsey. Danach arbeitete er 13 Jahre in verschiedenen leitenden Positionen im Investment Banking unter anderem bei der BHF-Bank, der UBS und der Credit Suisse First Boston (CSFB). Vor seinem Einstieg bei Fresenius arbeitete er als Managing Director bei Credit Suisse First Boston, zuletzt als Leiter Investmentbanking für Deutschland und Österreich. In dieser Funktion war er auch Mitglied des European Management Committees der CSFB. 2005 wurde Sturm zum Finanzvorstand (CFO) von Fresenius ernannt. In der Folge war er maßgeblich an einer Reihe von strategischen Akquisitionen beteiligt. 2014 kürte ihn das Magazin Finance deshalb zum „Chief Financial Officer des Jahres 2014“. Am 1. Juli 2016 übernahm er den Vorstandsvorsitz (CEO) von Fresenius und löste damit Ulf Mark Schneider ab. Unter seiner Leitung wurde die größte Übernahme der Konzerngeschichte, der Kauf des spanischen Klinikbetreibers Quirónsalud, eingeleitet.